# 紗窗

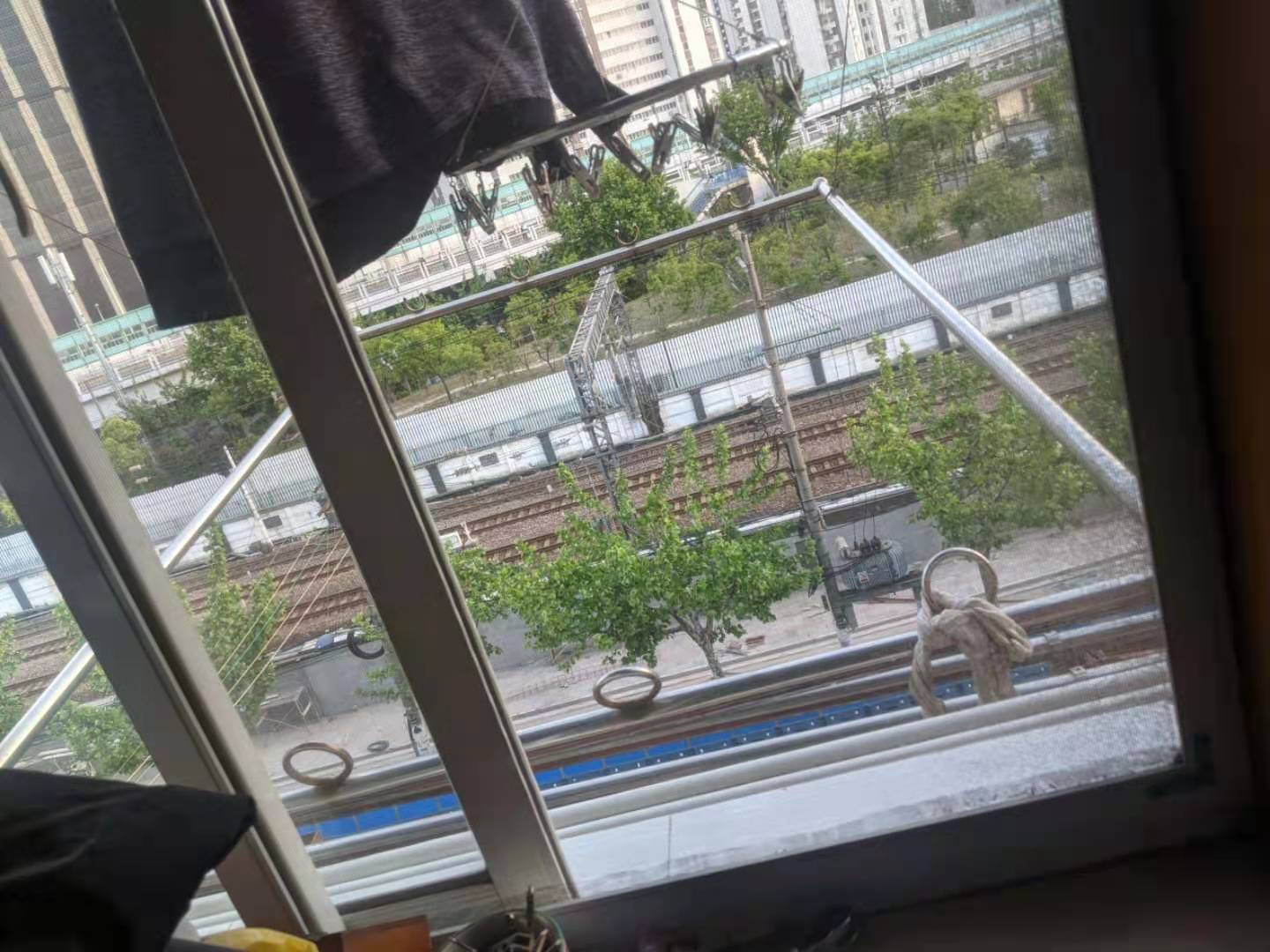
安裝在窗戶上的紗窗

紗窗是安裝在窗户上的一層遮擋建築開口的網狀物。紗窗通常是由金属或塑料丝以及其他材料制成。它的作用是防止树叶、碎屑、蜘蛛、昆虫、鸟类和其他动物进入建筑物，同時還能不妨碍新鲜空气的流通。
澳大利亚、美国、加拿大、中華人民共和國以及世界其他地区的大多数房屋的窗户上都有安裝纱窗，以防止蚊子、苍蝇和黄蜂等飞虫进入。